# القاشب (حزم العدين)

تعديل مصدري - تعديل

القاشب محلة تابعة لقرية مقولة، التابعة لعزلة المعيظة بمديرية حزم العدين إحدى مديريات محافظة إب في الجمهورية اليمنية، بلغ تعداد سكانها 20 حسب تعداد اليمن لعام 2004.